# Marc Muniesa
Marc Muniesa Martínez (* 27. března 1992, Lloret de Mar, Španělsko) je španělský fotbalový obránce, který v současné době hraje za Stoke City.

## Klubová kariéra
V profesionálním fotbale debutoval v dresu FC Barcelona. V červenci 2013 přestoupil do Anglie do klubu Stoke City.

## Reprezentační kariéra
Hrál za španělské mládežnické reprezentace.

S týmem do 21 let vyhrál Mistrovství Evropy hráčů do 21 let 2013 v Izraeli, kde mladí Španělé porazili ve finále Itálii 4:2.

## Statistiky
altuálizováno:23. května 2012
| Klub             | Sezóna           | Liga   | Liga | Pohár  | Pohár | Eyropa | Eyropa | Ostatní | Ostatní | Celkem | Celkem |
| Klub             | Sezóna           | Starty | Góly | Starty | Góly  | Starty | Góly   | Starty  | Góly    | Starty | Góly   |
| ---------------- | ---------------- | ------ | ---- | ------ | ----- | ------ | ------ | ------- | ------- | ------ | ------ |
| Barcelona B      | 2009–10          | 21     | 1    | —      | —     | —      | —      | —       | —       | 21     | 1      |
| Barcelona B      | 2010–11          | 25     | 2    | —      | —     | —      | —      | —       | —       | 25     | 2      |
| Barcelona B      | 2011–12          | 24     | 1    | —      | —     | —      | —      | —       | —       | 24     | 1      |
| Barcelona B      | Celkem           | 70     | 4    | —      | —     | —      | —      | —       | —       | 70     | 4      |
| Barcelona        | 2008–09          | 1      | 0    | 0      | 0     | 0      | 0      | 0       | 0       | 1      | 0      |
| Barcelona        | 2011–12          | 1      | 0    | 0      | 0     | 2      | 0      | 0       | 0       | 3      | 0      |
| Barcelona        | Celkem           | 2      | 0    | 0      | 0     | 2      | 0      | 0       | 0       | 4      | 0      |
| Celkem v kariéře | Celkem v kariéře | 72     | 4    | 0      | 0     | 2      | 0      | 0       | 0       | 74     | 4      |

## Úspěchy

### Klubové
FC Barcelona
- 1× vítěz Ligy mistrů UEFA: 2008/09
- 1× vítěz evropského Superpoháru: 2009
- 1× vítěz Primera División: 2008/09
- 1× vítěz Copa del Rey: 2008/09
- 2× vítěz Supercopa de España: 2009, 2010